# Bit.Trip Runner
 (décembre 2018).
Si vous disposez d'ouvrages ou d'articles de référence ou si vous connaissez des sites web de qualité traitant du thème abordé ici, merci de compléter l'article en donnant les références utiles à sa vérifiabilité et en les liant à la section « Notes et références ».
Bit.Trip Runner est un jeu vidéo de plates-formes en rythme développé par Gaijin Games et édité par Aksys Games. Il est disponible en téléchargement sur Wii via la plate-forme de téléchargement WiiWare depuis 2010 et sur Steam depuis 2011. C'est le quatrième jeu de la série de jeux vidéo Bit.Trip, le successeur de Bit.Trip Beat, Bit.Trip Core et Bit.Trip Void, et le prédécesseur de Bit.Trip Fate et Bit.Trip Flux.

## Système de jeu
Bit.Trip Runner  est un jeu de plateformes en 2D dans lequel le joueur contrôle Commander Video, le protagoniste de la série Bit.Trip, qui n'est apparu que durant des cinématiques dans les opus précédents. Le jeu est séparé en trois mondes, nommés « Impetus », « Tenacity » et « Triumph » dans l'ordre. Chaque monde contient 11 niveaux différents et un boss. Dans un niveau, Commander Video court automatiquement vers la droite, mais l'auto-scrolling le garde toujours au même point de l'écran. Pour terminer un niveau, le joueur doit appuyer sur des boutons particuliers : sauter, glisser ou donner un coup de pied, afin d'éviter ou détruire les obstacles et les ennemis. Si le Commander Video est touché par n'importe quel objet, il est immédiatement ramené au début du niveau et doit recommencer.
Durant chaque niveau, le joueur attrape des étoiles qui augmentent le multiplicateur de score, en commençant par 'Hyper' puis 'Mega', 'Super', 'Ultra', et enfin 'Extra'. Au fur et à mesure que ces étoiles sont attrapées, la musique de fond gagne progressivement en complexité, avec de nouvelles mélodies par-dessus le thème. Le Commander Video peut aussi attraper des lingots d'or, répartis sur le niveau. S'il les attrape tous, le joueur a accès momentanément à des niveaux bonus, basés sur Pitfall!, un jeu Activision sur Atari 2600 programmé par David Crane.

## RééditionBit.Trip Rerunner
En juin 2023, Choice Provisions dévoile un trailer d'une réédition du jeu, nommé Bit.Trip Rerunner. Celle-ci contient 150 niveaux, avec un éditeur intégré, et sort sur Steam le 19 septembre 2023,